# U410 (潜水艦)
|          | |
| 基本情報 | |
| 建造所   | ダンツィヒ造船所                                                                                       |
| 運用者   | ドイツ国防軍海軍                                                                                       |
| 艦種     | 潜水艦                                                                                                 |
| 級名     | UボートVIIC型                                                                                          |
| 艦歴     | |
| 発注     | 1939年10月30日                                                                                         |
| 起工     | 1941年1月9日                                                                                           |
| 進水     | 1941年10月14日                                                                                         |
| 就役     | 1942年2月23日                                                                                          |
| 最期     | 1944年3月11日米軍航空機によって沈没                                                                    |
| 性能諸元 | |
| 排水量   | 水上：769トン 水中：871トン                                                                            |
| 全長     | 67.10m                                                                                                 |
| 耐圧殻長 | 50.50m                                                                                                 |
| 全幅     | 6.20m                                                                                                  |
| 耐圧殻幅 | 4.70m                                                                                                  |
| 吃水     | 4.74m                                                                                                  |
| 全高     | 9.60m                                                                                                  |
| 機関     | ディーゼル機関 2基 電動モーター 2基 2軸推進                                                            |
| 速力     | 水上：17.7kt 水中：7.6kt                                                                               |
| 航続距離 | 水上：10ktで8,500海里 水中：4ktで80海里                                                                |
| 試験深度 | 230m                                                                                                   |
| 乗員     | 士官4名、船員40～56名                                                                                  |
| 兵装     | 53.3cm魚雷発射管 艦首4門 艦尾1門 魚雷(最大) 14 88 mm機関砲1門, 弾丸220発 37 mm機関砲1門 20 mm機関砲1門 |

U-410はドイツ海軍がかつて運用したUボートVIIC型潜水艦。主に地中海で運用され、沈没するまで死傷者は出なかった。U-410の記章は剣と盾をデザインしたものである。
クルト・シュトルム指揮下にて試運転、訓練および最初の戦闘哨戒を行った。その後、ホルスト・フェンスキー指揮の下5度の戦闘哨戒を行い、商船8隻、戦車揚陸艦（LST）および軽巡洋艦を撃沈した。フェンスキーはその功績により騎士鉄十字章を授与された。 

## 艦歴
U-410は1939年10月30日にドイツ海軍から発注され、1941年1月9日にダンツィヒの造船所にて起工、1941年10月14日に進水、1942年2月23日に就役した。

### 第1、第2哨戒
U-410は1942年8月27日にキールを出航し、大西洋でイギリスの「ニュートンパイン」を撃沈した。その後、海上で63日間過ごした後、1942年10月28日にフランスのサン・ナゼールに入港した。2度目の哨戒では戦果は無く、33日後にフランスの基地に戻った。

### 第3、第4哨戒
3度目の哨戒ではポルトガルの南西にてイギリス艦「フォートバトルリバー」を撃沈 、別のイギリス船「フォートパスコヤック」に損害を与え、1943年3月27日にサン・ナゼールに戻った。4度目の哨戒にて厳重な警備下のジブラルタル海峡を通過し、1943年5月13日にイタリアのラ・スペツィアに入港した。

### 第5、第6哨戒
1943年8月7日にラ・スペツィアを出航し、アルジェリア沖の護送船団UGS-14を攻撃した。 U-410は放射状に3発の魚雷を発射し、「ジョン・ベル」と「リチャードヘンダーソン」の2隻のアメリカ艦を撃沈した。その後、8月30日にフランスのトゥーロンに入港した。6度目の哨戒ではアンツィオへの上陸を阻止するために行動し、イギリスの軽巡洋艦とアメリカの戦車揚陸艦を沈めた（詳細は後述）。 

## 戦闘履歴

### 司令官
- 1942年2月23日 – 1943年2月4日、クルト・シュトルム
- 1943年2月5日 - 1944年3月11日、ホルスト・フェンスキー

### 小艦隊
- 1942年2月23日 – 8月31日、第5潜水隊群（訓練隊群）
- 1942年9月1日 – 1943年5月31日、第7潜水隊群
- 1943年6月1日 – 1944年3月11日、第29潜水隊群

### ウルフパック
U-410は以下のウルフパックに参加した。 
| 名称          | 開始           | 終了           | 特記事項 |
| ------------- | -------------- | -------------- | -------- |
| Lohs          | 1942年9月13日  | 1942年9月22日  |          |
| Blitz         | 1942年9月22日  | 1942年9月26日  |          |
| Tiger         | 1942年9月26日  | 1942年9月29日  |          |
| Letzte Ritter | 1942年9月28日  | 1942年10月1日  |          |
| Wotan         | 1942年10月8日  | 1942年10月17日 |          |
| Raufbold      | 1942年12月11日 | 1942年12月20日 |          |
| Robbe         | 1943年2月16日  | 1943年3月13日  |          |

### MVラコティスの救助活動
1943年1月2日、U-410は、HMSシラに撃沈されたドイツの封鎖突破船「MVラコティス」から80名の生存者を救助した。生存者は翌日サン・ナゼールに移送された。生存者の中には特殊任務に就いていた2名のイギリス人がいた。

### HMSペネロピの撃沈
1944年2月18日、U-410はアンツィオからナポリへ向かっていたイギリスの軽巡洋艦ペネロピを北緯40度55分東経13度25分の海域で魚雷にて攻撃した。魚雷は後部機関室に命中し、U-410は16分後に再び雷撃を行い更にボイラー室へ命中、ペネロピはその後沈没した。艦長を含む415名の乗員が亡くなり、 生存者は206名であった。ペネロピは魚雷攻撃を受けた際26ノット（48 km / h; 30 mph）で航行していた。これは、潜水艦による魚雷攻撃に成功した史上最大の速度である。

### LST-348の撃沈
1944年2月20日、ナポリの南約40マイルにてアメリカの戦車揚陸艦LST-348を撃沈した。

### 沈没
1944年3月11日、トゥーロン港にてアメリカの空爆によりU-410とU-380は非常に深刻な損傷を受け、もはや運用不能であると判断された。乗員のうち3名はU-410を自沈させた際に戦死したが、フェンスキーは生き残り2年間米国の捕虜収容所に収容された。 

## 戦果
| 日付           | 船名                     | 所属         | トン数 | 結果 |
| -------------- | ------------------------ | ------------ | ------ | ---- |
| 1942年10月11日 | ニュートンパイン         | イギリス     | 4,212  | 沈没 |
| 1943年3月6日   | フォートバトルリバー     | イギリス     | 7,133  | 沈没 |
| 1943年3月6日   | フォートパスコヤック     | イギリス     | 7,134  | 損傷 |
| 1943年8月26日  | ジョン・ベル             | アメリカ     | 7,242  | 沈没 |
| 1943年8月26日  | リチャードヘンダーソン   | アメリカ     | 7,194  | 沈没 |
| 1943年9月26日  | クリスチャンミシェルセン | ノルウェー   | 7,176  | 沈没 |
| 1943年10月1日  | MVエンパイアコマース     | イギリス     | 3,722  | 全損 |
| 1943年10月1日  | フォートハウ             | イギリス     | 7,133  | 沈没 |
| 1944年2月15日  | フォートセントニコラス   | イギリス     | 7,154  | 沈没 |
| 1944年2月18日  | HMSペネロピ              | イギリス海軍 | 5,270  | 沈没 |
| 1944年2月20日  | USS LST-348              | アメリカ海軍 | 1,625  | 沈没 |